# الطريق الوطني رقم 23 (الجزائر)
| الطريق الوطنية رقم 23 | |
| الطول                 | 445 كم |
| الاتجاه               | شمال غربي- جنوب الوسط |
| الحد الشمالي          | مستغانم |
| الحد الجنوبي          | الأغواط |
| المدن الرئيسية        | مستغانم - ط.وط 4 غرب يلل - ط.وط 4 إلى غاية غرب غليزان - زمورة - منداس - واد السلام - الرحوية - تيارت - السوقر - عين الذهب - آفلو - الأغواط. |
| الشبكة                | الطرق الوطنية. |
|                       | |

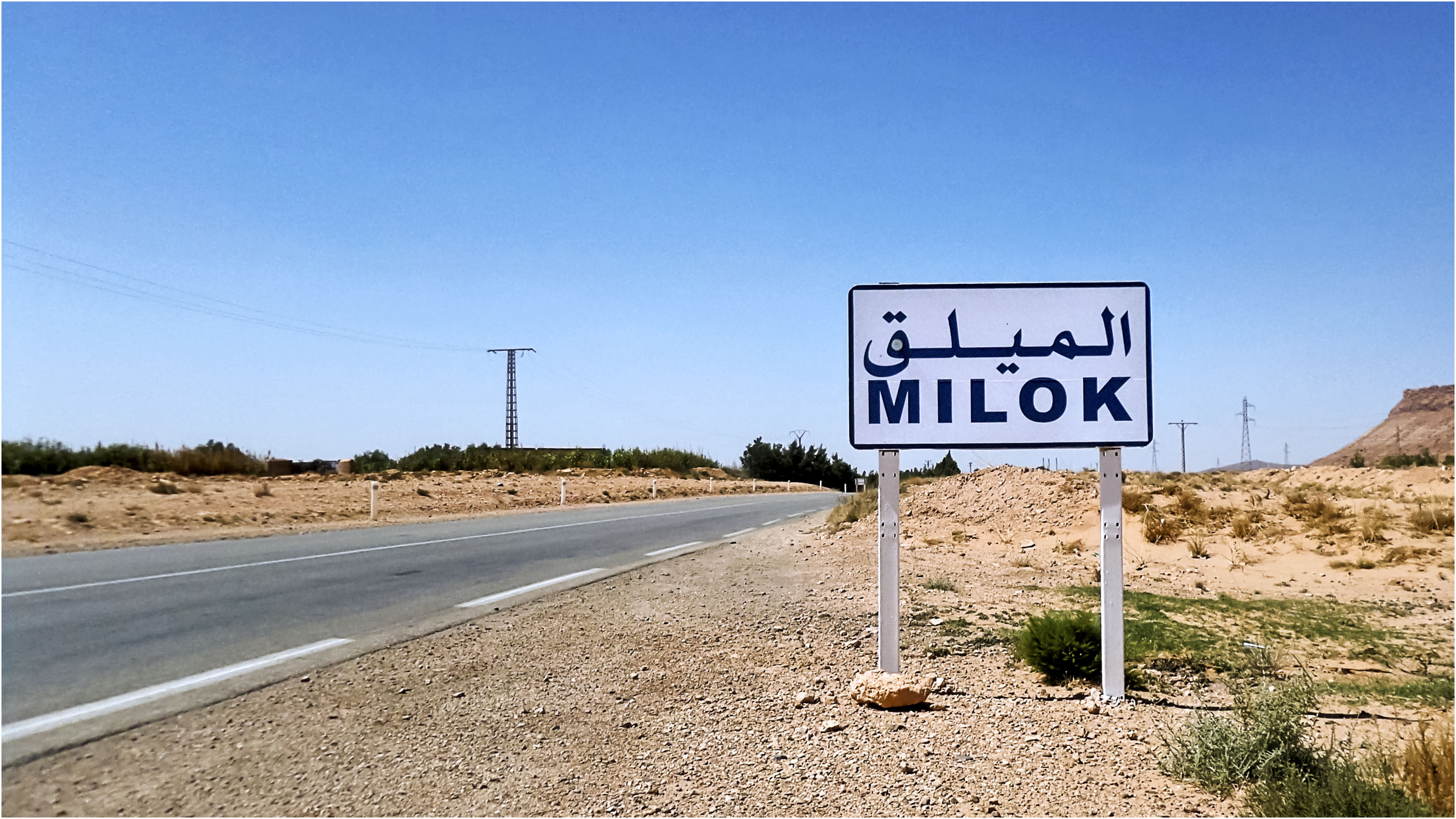
الميلق

الطريق الوطني 23 (RN23)  هو طريق يربط مدينة مستغانم في الشمال الغربي بمدينة الأغوط في جنوب الوسط على طول 445 كم.
اتسم هذا الطريق دائما بأهميته الكبيرة اذ يعد من أهم الطرق الوطنية. ببساطة لأنه يربط الغرب بالجنوب الجزائري مصدر الثروة و المال.

## المسار
السالك للطريق من الشمال إلى الجنوب سيعبر ولايات جزائرية هي : مستغانم -  غليزان  - تيارت - الأغواط. ، بطول يبلغ 445 كم.